# Episodi di Heartbeat (dodicesima stagione)
La dodicesima stagione della serie televisiva Heartbeat è stata trasmessa in anteprima nel Regno Unito dalla ITV1 tra il 6 ottobre 2002 e il 18 maggio 2003.
| nº | Titolo originale         | Titolo italiano | Prima TV UK      | Prima TV Italia |
| -- | ------------------------ | --------------- | ---------------- | --------------- |
| 1  | Skeletons and Cupboards  | inedito         | 6 ottobre 2002   | inedito         |
| 2  | A Girl's Best Friend     | inedito         | 13 ottobre 2002  | inedito         |
| 3  | A Dog's Life             | inedito         | 20 ottobre 2002  | inedito         |
| 4  | Where There's Muck       | inedito         | 3 novembre 2002  | inedito         |
| 5  | Harmony                  | inedito         | 10 novembre 2002 | inedito         |
| 6  | No Man's Land            | inedito         | 17 novembre 2002 | inedito         |
| 7  | Dirty Len                | inedito         | 24 novembre 2002 | inedito         |
| 8  | Growing Apart            | inedito         | 1º dicembre 2002 | inedito         |
| 9  | A Many Splendoured Thing | inedito         | 8 dicembre 2002  | inedito         |
| 10 | Horses for Courses       | inedito         | 15 dicembre 2002 | inedito         |
| 11 | Sins of the Fathers      | inedito         | 22 dicembre 2002 | inedito         |
| 12 | Bread and Circuses       | inedito         | 29 dicembre 2002 | inedito         |
| 13 | For Whom the Bell Tolls  | inedito         | 5 gennaio 2003   | inedito         |
| 14 | Out of the Blue          | inedito         | 12 gennaio 2003  | inedito         |
| 15 | The High Life            | inedito         | 9 marzo 2003     | inedito         |
| 16 | Hung for a Sheep         | inedito         | 16 marzo 2003    | inedito         |
| 17 | The Third Man            | inedito         | 23 marzo 2003    | inedito         |
| 18 | Missing in Action        | inedito         | 30 marzo 2003    | inedito         |
| 19 | Caped Crusaders          | inedito         | 6 aprile 2003    | inedito         |
| 20 | Moving Target            | inedito         | 13 aprile 2003   | inedito         |
| 21 | Lily of the Valley       | inedito         | 19 aprile 2003   | inedito         |
| 22 | House Rules              | inedito         | 27 aprile 2003   | inedito         |
| 23 | Mackerel Sky             | inedito         | 4 maggio 2003    | inedito         |
| 24 | Absent Friends           | inedito         | 11 maggio 2003   | inedito         |
| 25 | Music of the Spheres     | inedito         | 18 maggio 2003   | inedito         |